# Carex flagellifera
Carex flagellifera là một loài thực vật có hoa trong họ Cói. Loài này được Colenso mô tả khoa học đầu tiên năm 1884.

## Hình ảnh

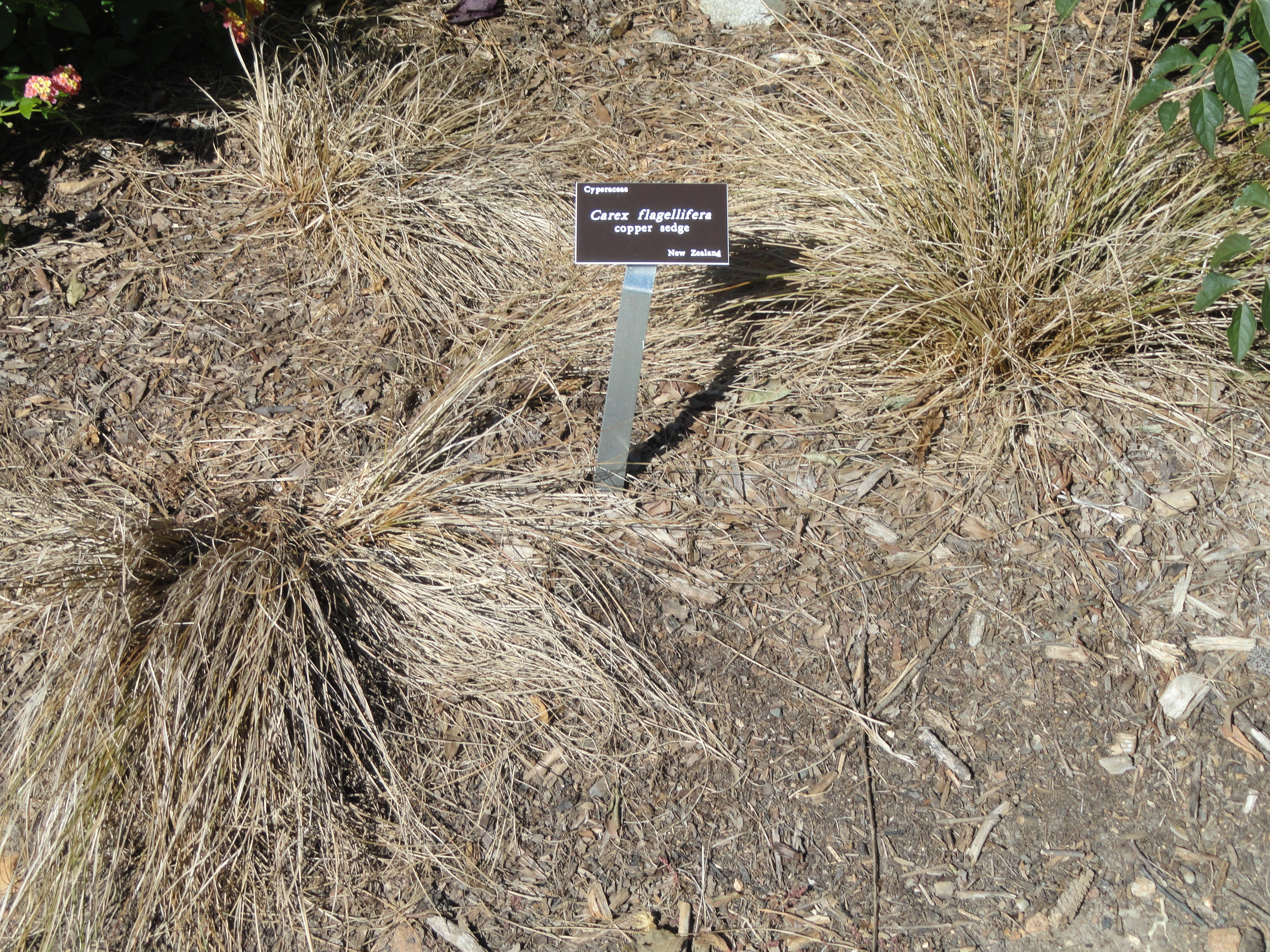